# Atlético de Madrid (Superleague Fórmula)
El Atlético de Madrid SF Racing Team fue un equipo de automovilismo que compitió en la Superleague Fórmula, manejado por tres equipos técnicos diferentes en sus 4 años de vida.
Comenzó a disputar la competición a partir de la segunda carrera (Nürburgring) de la temporada inaugural (2008), siendo su piloto Andy Soucek y dirigido por la italiana EuroInternational. En 2009 volvió a participar, siendo dirigido por Alan Docking Racing y los pilotos fueron, Ho-Pin Tung y María de Villota. En 2010, el equipo era dirigido por Alpha Team/Alpha Motorsport y John Martin fue el piloto en la primera ronda, siendo  sustituido por María de Villota de la 2ª carrera, a su vez De Villota fue reemplazada por Bruno Méndez en la 10.ª carrera de la temporada y Paul Meijer en la siguiente. 
En 2011, María de Villota fue de nuevo la piloto oficial y el equipo fue dirigido por EmiliodeVillota Motorsport.
Durante toda la existencia de la Superleague Fórmula (2008-2011), el único coche permitido para todos los equipos fue el Panoz DP09, construido por la estadounidense Élan Motorsport, que contaba con un motor Menard V12.

## Temporadas

### 2008
| Escudería         | Pilotos | 1           | 1           | 2        | 2        | 3       | 3       | 4        | 4        | 5      | 5      | 6      | 6      | Puntos | Pos. |
| Escudería         | Pilotos | Reino Unido | Reino Unido | Alemania | Alemania | Bélgica | Bélgica | Portugal | Portugal | Italia | Italia | España | España | Puntos | Pos. |
| ----------------- | ------- | ----------- | ----------- | -------- | -------- | ------- | ------- | -------- | -------- | ------ | ------ | ------ | ------ | ------ | ---- |
| EuroInternational |         |             |             |          |          |         |         |          |          |        |        |        |        |        |      |
| Andy Soucek       |         |             | NC          | 9        | 5        | 13      | 6       | 17       | 16       | 12     | 16     | 18     | 132    | 18º    |      |

### 2009
| Escudería           | Pilotos          | 1       | 1       | 2       | 2       | 3           | 3           | 4        | 4        | 5      | 5      | 6      | 6      | Puntos | Pos. |
| Escudería           | Pilotos          | Francia | Francia | Bélgica | Bélgica | Reino Unido | Reino Unido | Portugal | Portugal | Italia | Italia | España | España | Puntos | Pos. |
| ------------------- | ---------------- | ------- | ------- | ------- | ------- | ----------- | ----------- | -------- | -------- | ------ | ------ | ------ | ------ | ------ | ---- |
| Alan Docking Racing | Ho-Pin Tung      | 14      | 12      | 18      | 2       | 9           | 7           |          |          |        |        |        |        | 202    | 15º  |
| Alan Docking Racing | María de Villota |         |         |         |         |             |             | 14       | 13       | 14     | 10     | 17     | 7      | 202    | 15º  |

### 2010
| Alpha Team/Alpha Motorsport | John Martin      | 10 | 3 |    |    |    |   |    |    |    |   |    |    |    |   |    |    |    |    |   |    |    |   |    |    | 265 | 17º |
| Alpha Team/Alpha Motorsport | María de Villota |    |   | 16 | 14 | 15 | 6 | EX | DQ | 16 | 4 | 16 | 11 | 14 | 7 | NC | NC | 17 | 12 |   |    |    |   | 13 | 10 | 265 | 17º |
| Alpha Team/Alpha Motorsport | Bruno Méndez     |    |   |    |    |    |   |    |    |    |   |    |    |    |   |    |    |    |    | 9 | 14 |    |   |    |    | 265 | 17º |
| Alpha Team/Alpha Motorsport | Paul Meijer      |    |   |    |    |    |   |    |    |    |   |    |    |    |   |    |    |    |    |   |    | 14 | 5 |    |    | 265 | 17º |

† Esta ronda no otorgó puntos para el campeonato

### 2011
| Escudería                  | Pilotos          | 1            | 1            | 2       | 2       | Puntos | Pos. |
| Escudería                  | Pilotos          | Países Bajos | Países Bajos | Bélgica | Bélgica | Puntos | Pos. |
| -------------------------- | ---------------- | ------------ | ------------ | ------- | ------- | ------ | ---- |
| EmiliodeVillota Motorsport | María de Villota | 12           | 12           |         |         | 28     | 15º  |
| EmiliodeVillota Motorsport | Andy Soucek      |              |              | 13      | 14      | 28     | 15º  |

## Galería
|                                                            |
| El camión del Atlético en el paddock de Silverstone (2010) |

|                                                               |
| El Panoz DP09 del Atlético de Madrid, en Brands Hatch (2010). |

|                                                      |
| El DP09 del atlético corriendo en Silverstone (2010) |